# Vrijheidsmonument (Riga)
Het Vrijheidsmonument (Lets: Brīvības piemineklis) van Riga is een beeld van een vrouw die drie sterren in de lucht houdt. Bij Letten is de vrouw bekend als Milda. De drie sterren staan voor Koerland, Lijfland en Letgallen, de drie delen van het Russische rijk waaruit het zelfstandige Letland is ontstaan. Het opschrift luidt TĒVZEMEI UN BRĪVĪBAI (voor vaderland en vrijheid).
Het monument is tussen 1931 en 1935 tijdens de eerste onafhankelijkheid van Letland opgericht. Het is gebouwd ter herdenking aan de Letse soldaten die zijn gesneuveld in de Letse Onafhankelijkheidsoorlog (1918-1920). Het monument overleefde de Sovjet-bezetting tijdens en na de Tweede Wereldoorlog.